# デイビッド・フランク・シウバ・サッコーニ
デイビッド・フランク・シウバ・サッコーニ（Deyvid Franck Silva Sacconi, 1987年4月10日 - ）は、ブラジル・ミナスジェライス州出身のサッカー選手。ポジションはミッドフィールダー。

## 経歴
2004年、グアラニFCのユースチームに入団する。各年代別のブラジル代表に選出され、2005年にはU-18ブラジル代表の一員として第3回仙台カップ国際ユースサッカー大会に出場した。東北選抜戦で得点を挙げ、クロアチア戦では決勝点をアシストするなど、優勝に貢献した。大会での登録名は「デイヴィド」であった。2006年にグアラニでプロデビューし、2007年途中にSEパルメイラスへ移籍した。2010年以降はレンタル移籍を繰り返し、構想外となっていた。
2012年、ベガルタ仙台に加入。仙台カップの際に訪れた仙台の街に好印象を持ち、当時の思い出が仙台への加入を決めた大きな理由となったという。パルメイラスで構想外となっていたことも移籍の要因となった。同年3月24日のJ1第3節・大宮アルディージャ戦に途中出場し、仙台での公式戦デビューを果たす。その後は出場機会を掴めず、夏場にはブラジルのクラブからオファーを受けたが仙台に残りトレーニングに励んだ。しかし、試合出場はリーグ戦1試合のみにとどまり、同年12月6日、契約非更新が発表された。
2016年には大邱FCに加入した。

## 個人成績
| 国内大会個人成績 | 国内大会個人成績   | 国内大会個人成績 | 国内大会個人成績 | 国内大会個人成績 | 国内大会個人成績 | 国内大会個人成績 | 国内大会個人成績 | 国内大会個人成績 | 国内大会個人成績 | 国内大会個人成績 | 国内大会個人成績 |
| 年度             | クラブ             | 背番号           | リーグ           | リーグ戦         | リーグ戦         | リーグ杯         | リーグ杯         | オープン杯       | オープン杯       | 期間通算         | 期間通算         |
| 年度             | クラブ             | 背番号           | リーグ           | 出場             | 得点             | 出場             | 得点             | 出場             | 得点             | 出場             | 得点             |
| ブラジル         | ブラジル           | ブラジル         | ブラジル         | リーグ戦         | リーグ戦         | ブラジル杯       | ブラジル杯       | オープン杯       | オープン杯       | 期間通算         | 期間通算         |
| ---------------- | ------------------ | ---------------- | ---------------- | ---------------- | ---------------- | ---------------- | ---------------- | ---------------- | ---------------- | ---------------- | ---------------- |
| 2006             | グアラニ           |                  | セリエB          |                  |                  |                  |                  |                  |                  |                  |                  |
| 2007             | グアラニ           |                  | セリエC          |                  |                  |                  |                  |                  |                  |                  |                  |
| 2007             | パルメイラス       |                  | セリエA          | 12               | 0                |                  |                  |                  |                  |                  |                  |
| 2008             | パルメイラス       |                  | セリエA          | 0                | 0                |                  |                  |                  |                  |                  |                  |
| 2009             | パルメイラス       |                  | セリエA          | 17               | 2                |                  |                  |                  |                  |                  |                  |
| 2010             | パルメイラス       |                  | セリエA          | 0                | 0                |                  |                  |                  |                  |                  |                  |
| 2010             | ゴイアス           |                  | セリエA          | 2                | 0                |                  |                  |                  |                  |                  |                  |
| 2010             | グレミオ・バルエリ |                  | セリエA          | 9                | 0                |                  |                  |                  |                  |                  |                  |
| 2011             | ナウチコ           |                  | セリエB          | 1                | 0                |                  |                  |                  |                  |                  |                  |
| 2011             | ブラガンチーノ     |                  | セリエB          | 13               | 3                |                  |                  |                  |                  |                  |                  |
| 日本             | 日本               | 日本             | 日本             | リーグ戦         | リーグ戦         | リーグ杯         | リーグ杯         | 天皇杯           | 天皇杯           | 期間通算         | 期間通算         |
| 2012             | 仙台               | 14               | J1               | 1                | 0                | 0                | 0                | 0                | 0                | 1                | 0                |
| 通算             | ブラジル           | ブラジル         | セリエA          | 40               | 2                |                  |                  |                  |                  |                  |                  |
| 通算             | ブラジル           | ブラジル         | セリエB          |                  |                  |                  |                  |                  |                  |                  |                  |
| 通算             | ブラジル           | ブラジル         | セリエC          |                  |                  |                  |                  |                  |                  |                  |                  |
| 通算             | 日本               | 日本             | J1               | 1                | 0                | 0                | 0                | 0                | 0                | 1                | 0                |
| 総通算           |                    |                  |                  |                  |                  |                  |                  |                  |                  |                  |                  |

- Jリーグ初出場 - 2012年3月24日 J1 第3節 大宮アルディージャ戦 (ユアスタ)

## 代表歴
- U-17ブラジル代表
- U-18ブラジル代表 - 仙台カップ国際ユースサッカー大会
- U-20ブラジル代表

## タイトル
SEパルメイラス
- サンパウロ州選手権：1回（2008）

FKハザル・レンコラン
- アゼルバイジャン・スーパーカップ：1回（2013）

U-18ブラジル代表
- 仙台カップ国際ユースサッカー大会：1回（2005）